# Lærke Krabbe de Waal
Lærke Krabbe de Waal är en dansk barnskådespelare.
Krabbe de Waal har bland annat medverkat som tävlande i den danska serien Det sorte kageshow. I den danska julkalendern Tidsrejsen 2 spelade hon tidsresenären Holly Storm, en av seriens huvudroller. Hon spelade samma karaktär, även det en av huvudrollerna, i uppföljaren som på svenska heter Häxjakten.

## Filmografi (i urval)
- 2024 – Det sorte kageshow (TV-serie)
- 2024 – Tidsrejsen 2 (TV-serie)
- 2025 – Häxjakten (TV-serie)